# Danielle Julien
Pour les articles homonymes, voir Julien.
Danielle Julien est une critique littéraire et écrivaine française.
Elle est spécialiste de littérature occitane.

## Biographie
Née en 1944 à Tarascon, Danielle Laboret, épouse Julien, soutient en 1966 une thèse de doctorat ès études occitanes sous la direction de Philippe Gardy.
Elle enseigne à Beaucaire, et est formatrice en langue et culture régionales à l'IUFM et l'université de Nîmes.
Traductrice et nouvelliste, elle est spécialiste de l'œuvre de Robert Lafont.
Deux de ses textes ont fait l'objet de l'épreuve orale d'occitan du baccalauréat lors des sessions 2004 et 2010.
Danielle Julien a obtenu le Prix Jaufre Rudèl en 1999 pour Viatge d'ivern.

## Ouvrages
- (oc) Per legir la Festa de Robert Lafont, Montpellier, Institut d'études occitanes, 1993.
- (oc) Viatge d'ivèrn (préf. Jean-Yves Casanova), Perpignan, Trabucaire, 1999  (ISBN 2-912966-10-8).
- Trad. de Robert Lafont, La Fête, Biarritz, Atlantica, 2000  (ISBN 2-8439-4251-9).
- Dir. avec Catherine Bernié-Boissard, Autour de Nîmes et de sa région, Paris, L'Harmattan, 2004  (ISBN 2-7475-7401-6).
- Dir. avec Claire Torreilles et François Pic (préf. Claire Torreilles), Robert Lafont : le roman de la langue, Toulouse, Centre d'étude de la littérature occitane, 2005  (ISBN 2-9510129-6-9).
- (oc) Adieu Paure, Lleida, Institut d'Estudis Ilerdencs, 2007.
- Trad. de Robert Lafont, Le Petit Décaméron, Canet, Trabucaire, 2008  (ISBN 978-2-84974-078-1).
- (oc) Letras: i a de temps, Béziers, Institut d'études occitanes-Languedoc, 2014  (ISBN 979-10-92153-08-8).
- (oc) De meù e de juscla (ill. Denise Laperrière), Salinelles, L'Aucèu libre, 2016  (ISBN 978-2-917111-36-9).
- Les Filles rebelles de Frédéric Mistral, Vallabrègues, chez l'auteur, 2018  (ISBN 979-10-699-1727-9).

## Prix
- Prix Jaufré-Rudel 1999[1].
- Prix des Taliures 2007[1].
- Prix Ostana (en) d'occitan 2014.

### Sources
- Catherine Bernié-Boissard, Michel Boissard et Serge Velay, « Julien Danielle », dans Petit dictionnaire des écrivains du Gard, Nîmes, Alcide, 2009 (ISBN 978-2-917743-07-2), p. 130.
- Entretien avec Leïla Mebarek, « Fiers d'eux », France Bleu Gard Lozère, 15 février 2019.